# MG ZS (2001)

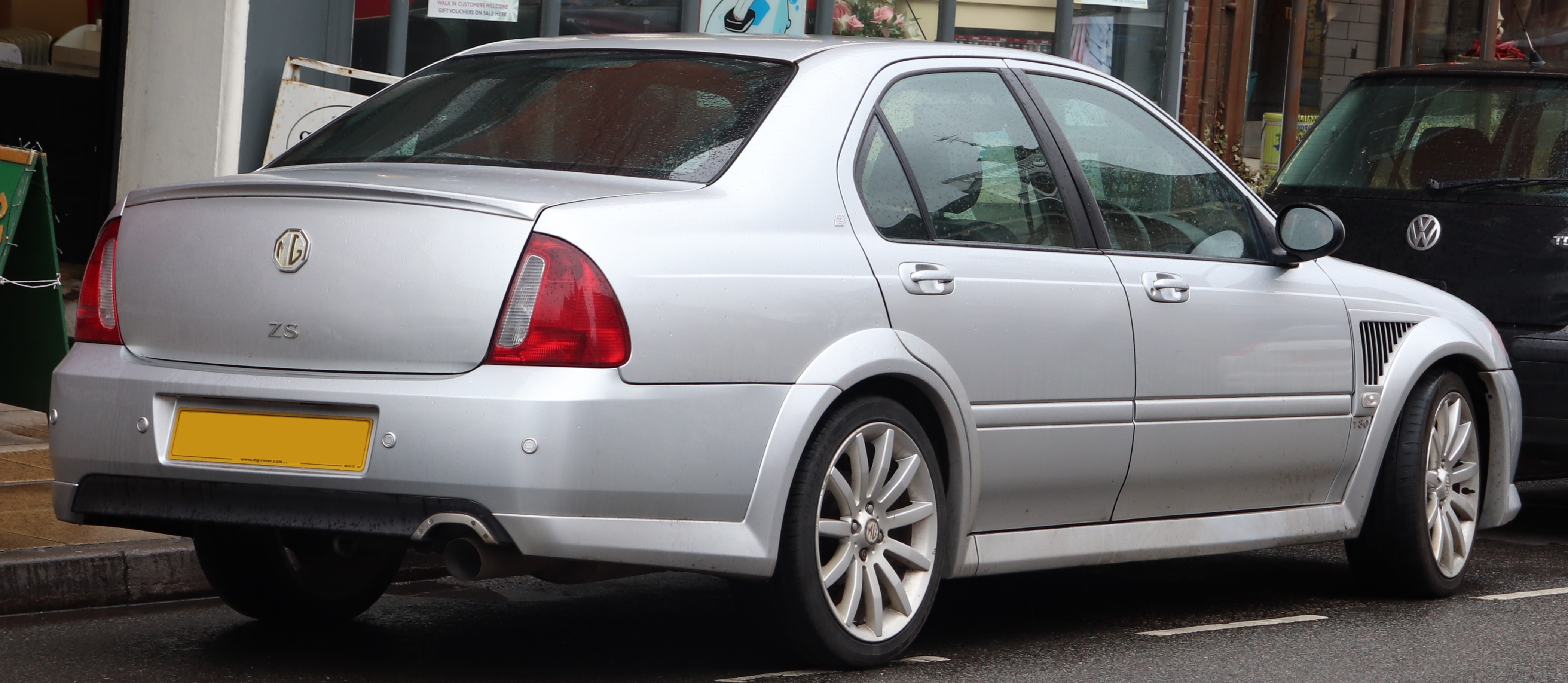
MG ZS facelift

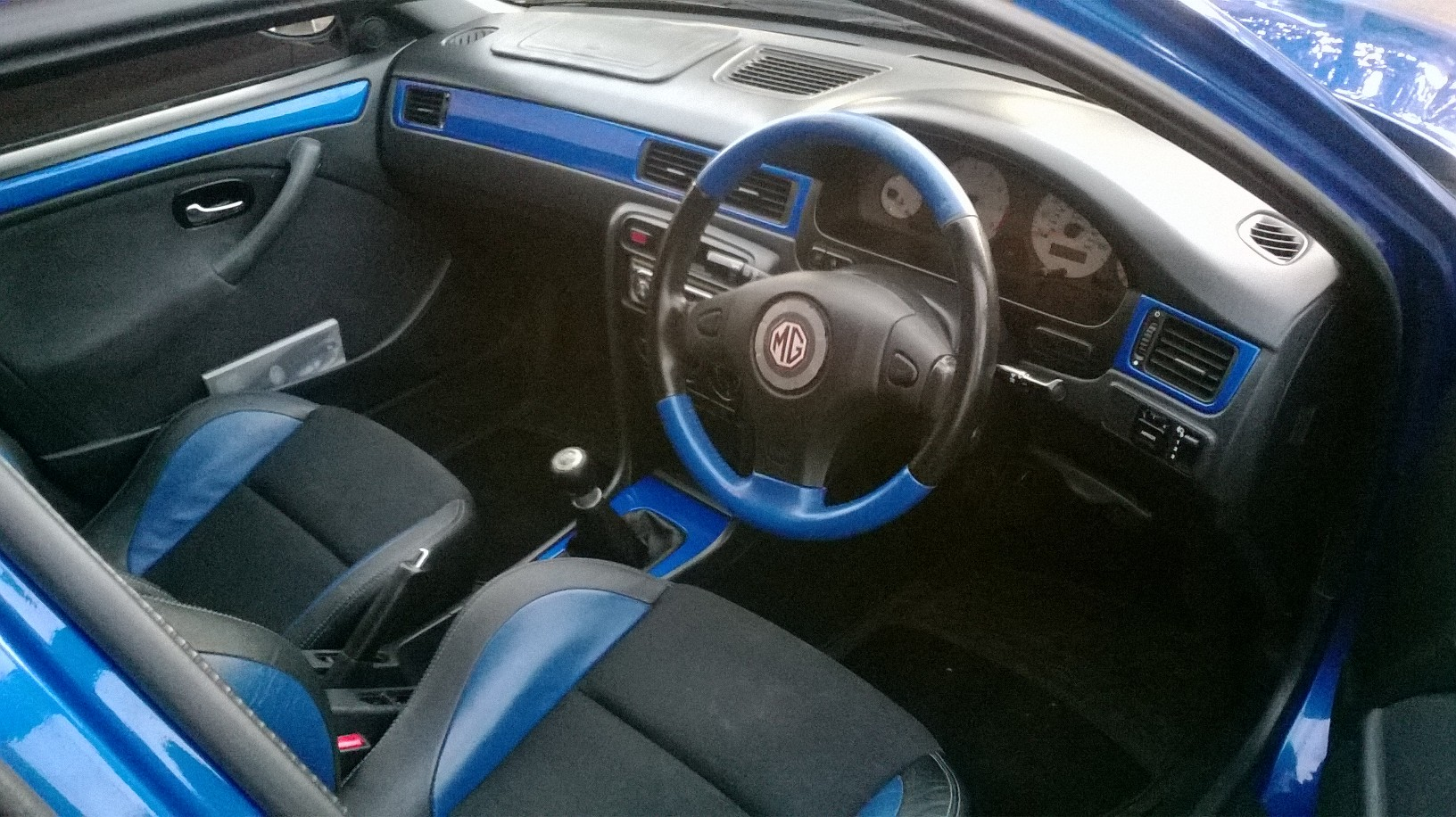
MG ZS 180

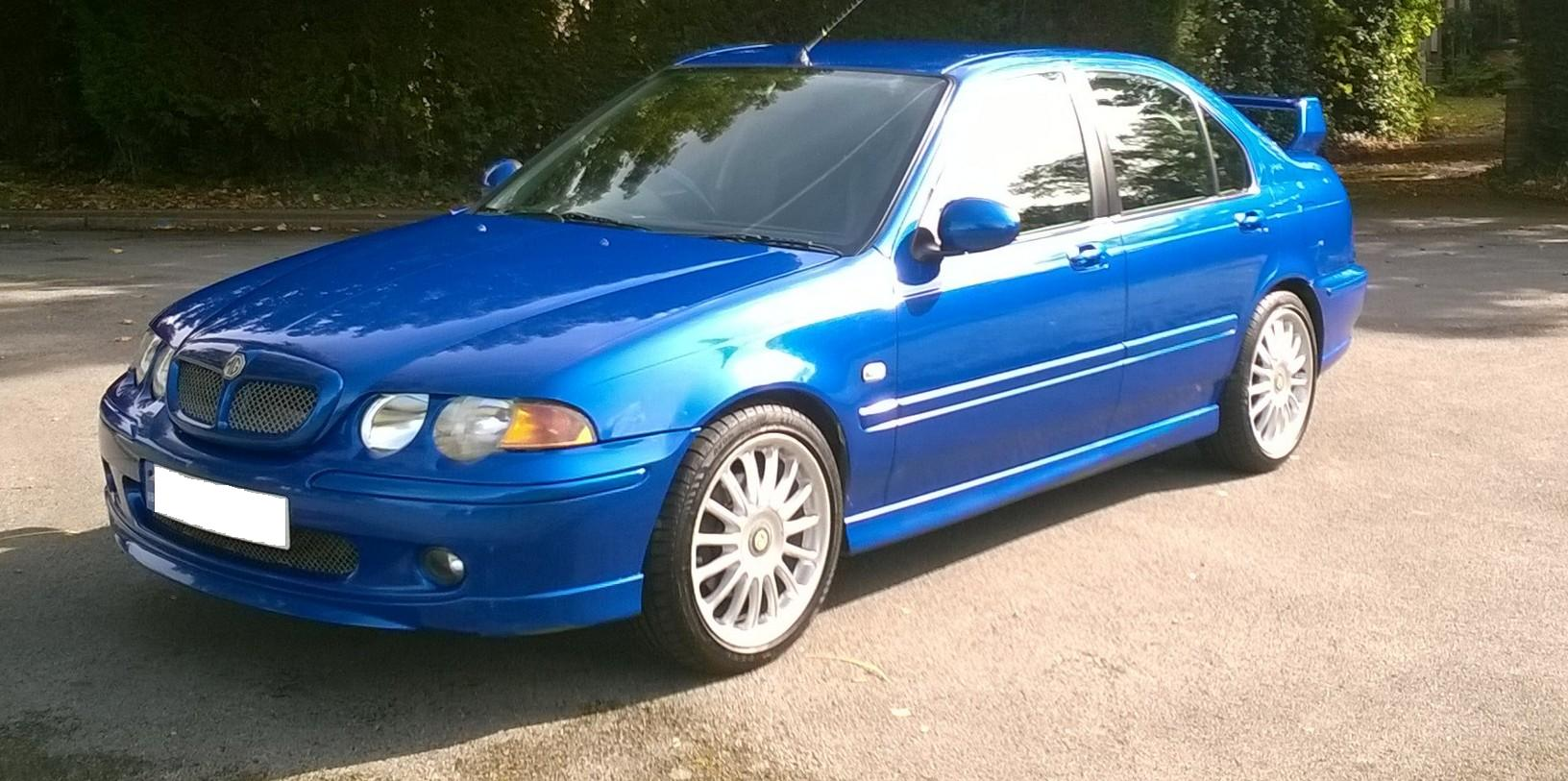
MG ZS 180 pre-facelift

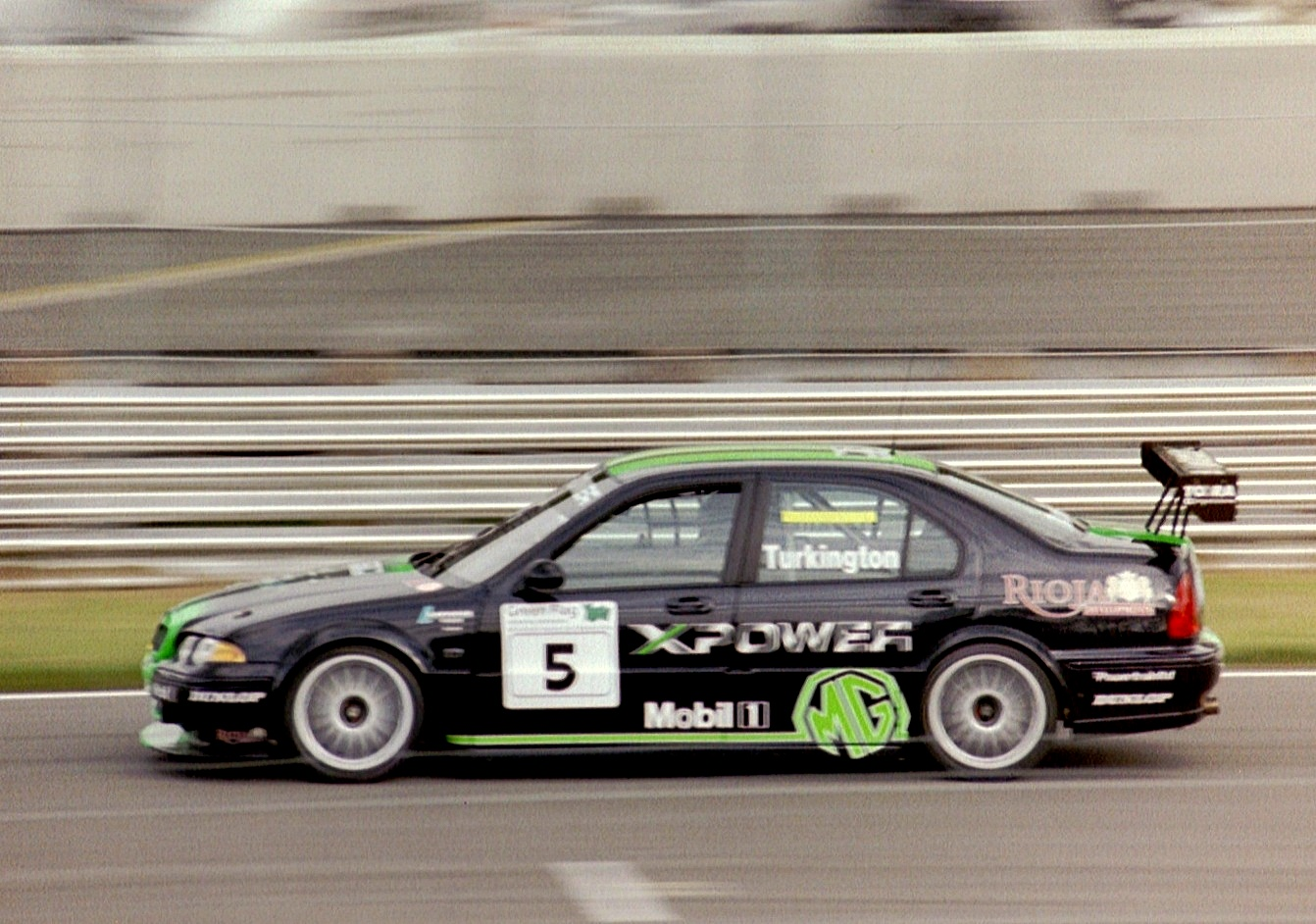
MG ZS in de BTCC

De MG ZS is een model van MG, die onder 2 varianten op de markt kwam: een hatchback en kleine sedan. Het was een sportieve versie van de Rover 45. Hij werd tussen 2001 en 2005 geproduceerd, tot MG Rover failliet ging.

## Ontwikkeling
Het model kwam er nadat BMW MG Rover had verkocht. BMW hield daarvoor Rover namelijk tegen om de MG-naam te gebruiken voor sportieve versies van het Rover-gamma. Rover had al prototypes van de 400-serie met V6-motoren en een sportieve ophanging en de ontwikkeling ging dus zeer snel.
De Rover 45 werd vooral geprezen voor zijn comfort in plaats van zijn weggedrag, maar de ZS 180, de topversie van de ZS, kreeg dan weer vooral positieve woorden voor zijn stuurinrichting, weggedrag en ophanging.
De ZS onderscheidde zich van zijn meeste rivalen door zijn V6, terwijl de meeste concurrenten turbo-motoren gebruikten.
In 2004 kreeg de wagen een facelift met design van Peter Stevens, die onder andere aan het design van de McLaren F1 werkte. De dubbele koplamp werd vervangen door 1 koplamp. De ZS was verkrijgbaar met een bodykit die standaard op de 180-versie kwam. 

## Versies en productie
De wagen werd geproduceerd in Longbridge, Birmingham. Er waren meerdere versies:
| Model      | Motor          | Kracht                      | Koppel                           | 0–60 mph (0–97 km/h) | Topsnelheid |
| ---------- | -------------- | --------------------------- | -------------------------------- | -------------------- | ----------- |
| ZS105      | 1.4 l K-Series | 76 kW; 103 PS bij 6000 rpm  | 138 Nm (91 ft·lbf) bij 4500 rpm  | 10.1 sec             | 177 km/u    |
| ZS110      | 1.6 l K-Series | 80 kW; 108 PS bij 6000 rpm  | 138 Nm (101 ft·lbf) bij 4500 rpm | 9.8 sec              | 192 km/u    |
| ZS120      | 1.8 l K-Series | 86 kW; 117 PS bij 5500 rpm  | 160 Nm (118 ft·lbf) bij 2750 rpm | 9.0 sec              | 196 km/u    |
| ZS120 Auto | 1.8 l K-Series | 86 kW; 117 PS bij 5500 rpm  | 160 Nm (118 ft·lbf) bij 2750 rpm | 9.9 sec              | 185 km/u    |
| ZS180      | 2.5 l KV6      | 130 kW; 177 PS bij 6500 rpm | 240 Nm (177 ft·lbf) bij 4000 rpm | 7.3 sec              | 224 km/u    |
| ZS TD      | 2.0 l L-Series | 74 kW; 100 PS bij 4200 rpm  | 240 Nm (177 ft·lbf) bij 2000 rpm | 10.3 sec             | 187 km/u    |
| ZS TD 115  | 2.0 l L-Series | 83 kW; 113 PS bij 4200 rpm  | 260 Nm (191 ft·lbf) bij 2000 rpm | 9.5 sec              | 193 km/u    |

## Autosport
De wagen werd onder andere gebruikt in de BTCC.

## Trivia
De aircobediening deelde de MG ZS met de Pagani Zonda.

## Na het faillissement
In 2017 werd de naam 'ZS' voor het eerst weer gebruikt door SAIC, deze keer voor een crossover, de MG ZS.